# 十九歳の地図
『十九歳の地図』（じゅうきゅうさいのちず）は、中上健次が著作した日本の短編小説。
同名で映画化もされている。

## 概要
『中上健次全集1』（1995年〈平成7年〉8月、集英社）の巻末に収められた高澤秀次による「解題」によると、1973年（昭和48年）6月に『文藝』に発表された「十九歳の地図」は、同年7月、第69回・昭和48年度上半期芥川賞の候補作となったが、落選に終わった。中上に対する選評は、永井龍男が「私には一番おもしろかった」と評価し、大岡昇平は「将来を期待さす才能を感じた」、吉行淳之介は「おもしろかったが、僅かだが若づくりが気になった。まだ二十代の人だから今後に期待する」と評価している。

## あらすじ
主人公の「ぼく」は住み込みで新聞配達をする19歳の予備校生。寮では紺野という30すぎの男と相部屋で暮らしている。「ぼく」は予備校生であるが予備校にはほとんど行かず、新聞の配達先で気に食わない家を発見しては、物理のノートに丁寧に書き込んだ地図に×印をつけ、×印が3つ付いた家には嫌がらせのような電話をかけるのであった。
寮の隣のアパートの一室からは、毎日のように激しい夫婦喧嘩の声がする。相部屋の紺野はそれを聞いて涙ぐみ、そうして彼のよりどころにしている「かさぶただらけのマリアさま」の話をする。「ぼく」はそうした寮生活や配達先、集金先から見える人々の生活と、「新聞少年」と「予備校生」という自らの社会的レッテルとを見渡し、鬱屈とした感情を募らせていく。そして東京駅に「玄海号」の爆破を仄めかす電話をかけるようになる。
隣のアパートからはやはり激しい口論が聞こえ、「ぼくはなにもかもみたくない」と思い、「すべてがでたらめであり、嘘であり、自分が生きていることそのことが、生きるにあたいしない二束三文のねうちのガラクタだと思い込んでしまう、そんな感じになりはじめた」時、紺野から教えてもらった「かさぶただらけのマリアさま」に電話をし、罵倒するが、電話の声の主は「死ねないのよお」「なんども死んだあけど生きてるのよお」と呻く。
「ぼく」はその声をきき、なにかが計算ちがいで失敗したと思う。電話を切った僕は、番号を記憶している嫌がらせ先に次々と電話をかけていく。東京駅にも列車を爆破すると電話をかける。「爆破なんて甘っちょろいよ、ふっとばしてやるって言ってるんだ、ふっとばしてやるんだよ」駅員に理由をきかれて答える。「（列車は）なんでもいいんだよ、だけど玄海になったんだ、しようがないじゃないか、任意の一点だよ」
電話をきって「かさぶただらけのマリアさま」にまた電話しようかと考えるがやめておく。「これが人生ってやつだ」と「ぼく」が思うと涙がとめどなく流れてくる。「ぼく」は涙に恍惚となりながら「なんどもなんども死んだあけど生きてるのよお」の声が体の中にひびきあうのを感じ、歩道に立ち尽くして泣く。

## 主要な登場人物
ぼく主人公兼語り手。姓は吉岡。住み込みで新聞配達をする19歳の予備校生。物理のノートに3度も清書を重ねた自作の「地図」を書いている。地図上に×印が3つついた家には刑罰として嫌がらせのような電話をかける。
紺野「ぼく」と同室に住む30過ぎの男。関西なまり。「かさぶただらけのマリアさま」の話を「ぼく」に語り聞かせる。ショーペンハウエルなどを読む哲学的な面もある。紺野の話の信憑性は不確かなもの。
かさぶただらけのマリアさま紺野が「マリアさま」と崇拝する女。実在の人物か架空の人物なのかは不明。紺野の話では「人間の出あうすべての不幸を経験」した「聖者みたいな人」として語られる。

## 映画
1979年（昭和54年）に柳町光男監督によって映画化された。主演は本間優二。
第53回キネマ旬報ベスト・テン日本映画第7位。また、この映画を見た尾崎豊は、それを基に「十七歳の地図」を作った。

### キャスト
- 吉岡まさる：本間優二
- 紺野：蟹江敬三
- マリア：沖山秀子
- 新聞屋店主：山谷初男
- 和子（店主の妻）：原知佐子
- 斎藤：西塚肇
- 小沼：うすみ竜
- 原：鈴木弘一
- 他社の配達員：友部正人
- 森隆男：豊川潤
- 安田久代：白川和子
- 西村智子：楠侑子
- 里子：津山登志子
- 久美子：中島葵
- 美智子：川島めぐ
- まゆみ：竹田かほり
- 「かおる」のママ：清川虹子
- 取り調べの警察官：中丸忠雄
- タクシー運転手：柳家小三治

### スタッフ
- 監督：柳町光男
- 脚本：柳町光男
- 原作：中上健次
- 製作：柳町光男・中村賢一
- 撮影：榊原勝己
- 美術：平賀俊一
- 音楽：板橋文夫
- 録音：瀬戸厳
- 照明：加藤勉
- 編集：吉田栄子
- 助監督：浅尾政行

### 製作
柳町光男監督は、最初はATGの1000万円映画で作ろうとATGに企画を持ち込んだが、佐々木史朗社長がのってくれず。その後、知人からの紹介で中小企業のおもちゃ屋の社長が出資を申し出てくれたため、少し規模の大きい5000万円の製作費で準備を進めていた。ところがこの社長がペテン師で、お金が全然入って来ず、冬の話なので1979年の1月にはクランクインしたかったが、ペテン師と気付くまでにお金をかなり使い果たしていて、中止せざるを得なくなった。このまま続けても滅茶苦茶になって最後までやれないだろうと考え、中上健次に「中止します」と電話で伝えたら、中上から「いくら足らないんだ。足りなければ貸す」といわれ、スタッフ&キャストも全てスケジュールを組んだ後で、これはもう絶対に最後までやらないといけないと決意し、5000万円の借金覚悟で映画を完成させた。
原作では舞台は特定していないが、柳町は中上から「新宿二丁目の裏あたりでやって欲しい」と言われた。しかし柳町は以前からブラブラ歩いて、いい街だなと感じていつか映画の舞台にしたいと考えていた王子スラムを舞台に選んだ。
主演の本間優二は『ゴッド・スピード・ユー! BLACK EMPEROR』で、喫茶店で殴られる出番が少なめの役者だったが、当時はオートバイはもう乗っていなく、普通に仕事をしていた。本作製作にあたり新人俳優も探したが、イメージにピタッとくる役者が見つからず、柳町が『ゴッド・スピード・ユー! BLACK EMPEROR』の出演者の中で最も俳優向きの顔と感じていた本間に「主役をやってくれ」と頼んだ。本間は役者になる気持ちもなく、原作も脚本も渡されて読んだがさっぱり分からず。何度も説得され、「オレでやったら（映画を）ぶち壊しちゃうよ」と断ったが、柳町から「その時はその時だ」と言われ、根負けして出演を承諾した。
柳町監督の前作『ゴッド・スピード・ユー! BLACK EMPEROR』は、東映の買い取りでヒットはしたものの、本作は内容が地味で、柳町が映画配給会社を回ったが配給を全て断られ、封切館では上映されず、柳町監督が個別に名画座や二番館等で上映を交渉した。柳町は「撮影前の金集めといい、現場の仕事、上映から興行までやらざるを得ないというのは、映画の通常のスタイルから見れば異常ですね。狂った現象です」などと述べていた。

## 作品の評価（映画）
- 小泉すみれは「高校生のとき、幸運にも作品に出会い、その後の男性の好みに影響を受けました。つまりは本間優二さんのいかにも後ろ暗そうな青春フェイスに一目惚れしてしまいました」などと評している[6]。